# Arctornis ceconimena
Arctornis ceconimena är en fjärilsart som beskrevs av Collenette 1935. Arctornis ceconimena ingår i släktet Arctornis och familjen tofsspinnare. Inga underarter finns listade i Catalogue of Life.